# Liste des sénateurs de la Corse
En 1975, la Corse a été scindée en deux départements Corse-du-Sud et Haute-Corse.

## Sénateurs de laCorsesous laIIIeRépublique
- Jérôme Galloni d'Istria de 1876 à 1885
- Jean Valery de 1876 à 1879
- Joseph Marie Pietri de 1879 à 1885
- Paul de Casabianca de 1885 à 1903
- Patrice de Corsi d'avril à octobre 1888
- François Morelli de 1889 à 1892
- Ange Muracciole de 1892 à 1894 et de 1903 à 1904
- Vincent Farinole de 1894 à 1903
- Jacques Hébrard de 1894 à 1903[1]
- François Pitti-Ferrandi en janvier 1894
- Nicolas Péraldi de 1885 à 1894, puis de 1909 à 1912
- Arthur Ranc de 1903 à 1908[2]
- Marius Giacobbi de 1903 à 1912
- Emmanuel Arène de 1904 à 1908
- Thadée Gabrielli de 1909 à 1920
- Antoine Gavini de 1912 à 1920
- Paul Doumer de 1912 à 1931
- Jean-François Gallini de 1920 à 1923
- Émile Sari de 1921 à 1937
- François Coty de 1923 à 1924
- Joseph Giordan de 1924 à 1939
- Adolphe Landry de janvier 1930 à février 1930
- Paul Lederlin de 1930 à 1945[3]
- Alexandre Musso de 1937 à 1939
- François Pitti-Ferrandi de 1939 à 1945
- Paul Giacobbi de 1939 à 1945

## Sénateurs de la Corse sous laIVeRépublique
- François Vittori de 1946 à 1948
- Adolphe Landry de 1946 à 1955
- Pierre Romani de 1948 à 1955
- Jean Filippi de 1955 à 1959
- Jean-Paul de Rocca Serra de 1955 à 1959

## Sénateurs de la Corse sous laVeRépublique
- Jean-Paul de Rocca Serra de 1959 à 1962
- Jacques Faggianelli de 1959 à 1962
- Jean Filippi de 1962 à 1975 (fin de mandat en 1980)
- Francois Giacobbi de 1962 à 1975 (fin de mandat en 1980)

Notes
1. ↑  élu de 1882 à 1891 comme sénateur des Établissements français de l'Inde
2. ↑  élu de 1891 à 1900 comme sénateur de la Seine
3. ↑  élu de 1920 à 1927 comme sénateur des Vosges